# Daisy Bell
Daisy Bell è una canzone scritta da Harry Dacre nel 1892, nota per essere stata la prima canzone cantata da un calcolatore elettronico: venne infatti intonata da un computer IBM 7094 nel 1961, durante una dimostrazione da parte dei laboratori Bell dei loro progetti relativi alla sintesi vocale (in inglese Speech Synthesis). 
Tra i visitatori dei laboratori che assistettero alla dimostrazione vi fu lo scrittore di fantascienza Arthur C. Clarke, che ne rimase colpito. Clarke inserì quindi la canzone nel film 2001: Odissea nello spazio del 1968, scritto da lui stesso insieme a Stanley Kubrick e diretto da quest'ultimo, nelle scene in cui il supercomputer HAL 9000, mentre viene disattivato dall'astronauta David Bowman a causa di gravi malfunzionamenti, regredisce al suo stato primordiale e riesuma i propri antichi ricordi, tra cui la filastrocca.
Nel doppiaggio in italiano della pellicola di Kubrick, HAL non canta Daisy Bell ma la popolare filastrocca italiana Giro giro tondo; in questo modo il riferimento alla storia dell'informatica viene perso, mantenendo invece intatto il concetto per cui una canzoncina assume il ruolo di un ricordo d'infanzia del computer.